# August Topf
August Friedrich Topf (* 2. Mai 1826 in Kranichfeld; † 15. März 1885 in Exdorf) war ein deutscher Geistlicher und Politiker.

## Leben
Als Sohn eines Pfarrers geboren, studierte Topf evangelische Theologie und Philosophie in Jena. Während seines Studiums wurde er 1848 Mitglied der Burgkellerburschenschaft. Nach seinem Studium arbeitete er als Hauslehrer. 1860 war er als Vikar in Großneundorf tätig. 1864 wurde er Pfarrer in Eicha, 1874 in Exdorf.
1867 und 1874 war Topf für den Kreis Saalfeld Abgeordneter des Landtags von Sachsen-Meiningen. Er war Mitglied der Landessynode.

## Veröffentlichungen
- Die Herrschaften Ober- und Nieder-Kranichfeld. Geschichtlich dargestellt. Jena 1849.
- Fliegende Blätter zur Presbyterial- & Synodalfrage im Herzogthume Meiningen. Hildburghausen 1870.
- Eine Tochter Nürnbergs. – Artikel über die Sonneberger Spielzeugindustrie, in Die Gartenlaube, Jahrgang 1865, Heft 45, S. 712 ff.